# Nesticus nishikawai
Nesticus nishikawai är en spindelart som beskrevs av Takeo Yaginuma 1979. Nesticus nishikawai ingår i släktet Nesticus och familjen grottspindlar. Inga underarter finns listade i Catalogue of Life.